# ウィリアム・ピーターセン
ウィリアム・ピーターセン（本名ウィリアム・ルイス・ピーターセン William Louis Petersen 1953年2月21日 - ）は、アメリカ合衆国イリノイ州出身の俳優。父親はデンマーク系、母親はドイツ系。

## 来歴
アイダホ州立大学在学中に演技に目覚め、大学を中退してスペインで演技を学ぶ。シカゴでステッペンウルフ・シアター・カンパニーの舞台に立ったり、Remains Theater Ensembleという劇団を共同で設立するなど、活発に活動する。
1986年、『刑事グラハム/凍りついた欲望』で主人公のウィル・グレアムを演じ注目される。その後はテレビ出演が多いが、特に2000年から始まった『CSI:科学捜査班』では、捜査班主任のギル・グリッソムを演じている。自身の製作会社High Horseを持ち、『CSI:科学捜査班』ではプロデュースも手がけている。
2008年、今後舞台などに専念するため、『CSI:科学捜査班』の9シーズンを最後にレギュラー出演者としては降板することが発表された。必要であればゲストとして出演し、エグゼクティブ・プロデューサーとしても関わった。
その後『CSI:ベガス』にも同じ役で出演したが、撮影中に突然倒れて救急車で病院に運ばれた事が報じられ、結局そのまま降板、シーズン1のみの出演となった。今後は製作総指揮の1人として同作の製作に関わる予定。
2009年2月3日、米ハリウッドの殿堂「ハリウッド・ウォーク・オブ・フェーム」入りを果たした。

### 私生活
1974年に結婚し1975年に娘が生まれるが1981年に離婚。2003年に再婚し2011年に双子が生まれた
。

## 主な出演作品

### 映画
| 公開年 | 邦題 原題                                                                   | 役名                   | 備考           |
| ------ | --------------------------------------------------------------------------- | ---------------------- | -------------- |
| 1981   | ザ・クラッカー/真夜中のアウトロー Thief                                     | バーテンダー           |                |
| 1985   | L.A.大捜査線/狼たちの街 To Live and Die in L.A.                             | リチャード・チャンス   |                |
| 1986   | 刑事グラハム/凍りついた欲望 Manhunter                                       | ウィル・グレアム       |                |
| 1987   | サイレント・ボイス/愛を虹にのせて Amazing Grace and Chuck                   | ラッセル               |                |
| 1987   | 大穴!特攻草野球/万歳スタジアム Long Gone                                    | セシル・カントレル     | テレビ映画     |
| 1989   | 今ひとたび Cousins                                                          | トム                   |                |
| 1990   | ヤングガン2 Young Guns II                                                   | パット・ギャレット     |                |
| 1991   | いつも隣にいてほしい Hard Promises                                          | ジョーイ               |                |
| 1992   | お葬式だよ全員集合! Passed Away                                             | フランク               |                |
| 1993   | カリブの渇いた銃弾 Curacao                                                  | Stephen Guerin         | テレビ映画     |
| 1995   | ダブルクロス/陰謀 In the Kingdom of the Blind, the Man with One Eye Is King | トニー・C              |                |
| 1996   | 狼たちの街 Mulholland Falls                                                 | ジャック・フリン       | クレジットなし |
| 1996   | 悪魔の恋人 Fear                                                             | スティーヴ・ウォーカー |                |
| 1996   | ザ・ビースト/巨大イカの逆襲 The Beast                                       | ウィップ・ダルトン     | テレビ映画     |
| 1997   | 12人の怒れる男 評決の行方 12 Angry Men                                      | 陪審員12番             | テレビ映画     |
| 1998   | ラット・パック/シナトラとJFK The Rat Pack                                   | ジョン・F・ケネディ    |                |
| 1998   | 楽園のキス Kiss the Sky                                                     | ジェフ                 |                |
| 2000   | ザ・スカルズ/髑髏の誓い The Skulls                                          | エイムス・レヴェット   |                |
| 2000   | ザ・コンテンダー The Contender                                              | ジャック・ハサウェイ   |                |
| 2001   | ヘイブン 安住の地を求めて Haven                                             | ジャクソン             | テレビ映画     |
| 2011   | デタッチメント 優しい無関心 Detachment                                      | サージ・ケプラー       |                |
| 2012   | エンド・オブ・ザ・ワールド Seeking a Friend for the End of the World        | トラッカー             |                |

### テレビドラマ
| 放送年                     | 邦題 原題                                         | 役名                  | 備考                                                          |
| -------------------------- | ------------------------------------------------- | --------------------- | ------------------------------------------------------------- |
| 1990                       | 若き日のJFK The Kennedys of Massachusetts         | ジョセフ・P・ケネディ | ミニシリーズ                                                  |
| 2000-2009, 2011-2013, 2015 | CSI:科学捜査班 CSI: Crime Scene Investigation     | ギル・グリッソム      | 主演（シーズン1-9） ゲスト（シーズン11, 13, 15） 兼製作総指揮 |
| 2007                       | WITHOUT A TRACE/FBI 失踪者を追え! Without a Trace | ギル・グリッソム      | 第6シーズン第6話「狼の末路」                                  |
| 2015                       | Manhattan                                         | Col. Emmett Darrow    | 計10話出演                                                    |

## 参照
1. ↑  Hiltbrand, David (2004年2月6日). “William Petersen didn't have a clue `CSI' would be a huge hit”. Philadelphia Inquirer.  オリジナルの2012年10月26日時点におけるアーカイブ。 2007年12月10日閲覧。
2. ↑  “「CSI」のウィリアム・ピーターセン、今シーズン第10話でレギュラーを降板”. シネマトゥデイ. (2008年7月29日) 2013年2月1日閲覧。
3. ↑  Associated Press (2008年7月15日). “William Petersen's run on 'CSI' coming to end”. CNN.com. 2008年7月16日閲覧。
4. ↑  “「CSI：科学捜査班」のウィリアム・ピーターセンに双子の赤ちゃん誕生”. シネマトゥデイ. (2011年8月25日) 2013年2月1日閲覧。
5. ↑  04:00 PM ET. “William Petersen Welcomes Twins – Moms & Babies – Moms & Babies - People.com”.   Celebritybabies.people.com. 2012年4月4日閲覧。